# لوبوس
لوبوس (به اسپانیایی: Lobos) یک منطقهٔ مسکونی در آرژانتین است که در Lobos Partido واقع شده‌است. لوبوس ۳۱٬۱۹۰ نفر جمعیت دارد و ۲۳ متر بالاتر از سطح دریا واقع شده‌است.